# Challenger de Binghamton 2017

El torneo Levene Gouldin & Thompson Tennis Challenger 2017 fue un torneo profesional de tenis. Perteneció al ATP Challenger Series 2017. Se disputó en su 24.ª edición sobre superficie dura, en Binghamton, Estados Unidos entre el 24 al el 30 de julio de 2017.

## Jugadores participantes del cuadro de individuales
| Favorito | País                      | Jugador             | Rank1 | Posición en el torneo |
| -------- | ------------------------- | ------------------- | ----- | --------------------- |
| 1        | Bandera de Australia      | Jordan Thompson     | 80    | FINAL                 |
| 2        | Bandera de Kazajistán     | Alexander Bublik    | 124   | Cuartos de final      |
| 3        | Bandera de la India       | Ramkumar Ramanathan | 168   | Primera ronda         |
| 4        | Bandera de Australia      | Akira Santillan     | 171   | Segunda ronda, retiro |
| 5        | Bandera de Estados Unidos | Michael Mmoh        | 173   | Segunda ronda         |
| 6        | Bandera de Estados Unidos | Denis Kudla         | 178   | Segunda ronda         |
| 7        | Bandera de Australia      | Andrew Whittington  | 197   | Primera ronda         |
| 8        | Bandera de Eslovenia      | Blaž Rola           | 241   | Cuartos de final      |

- 1 Se ha tomado en cuenta el ranking del 17 de julio de 2017.

### Otros participantes
Los siguientes jugadores recibieron una invitación (wild card), por lo tanto ingresan directamente al cuadro principal (WC):
- JC AragoneU
- William Blumberg
- Brandon Holt
- Alex Rybakov

Los siguientes jugadores ingresan al cuadro principal tras disputar el cuadro clasificatorio (Q):
- Dekel Bar
- Adam El Mihdawy
- Eric Quigley
- Evan Song

## Campeones

### Individual Masculino
- Cameron Norrie derrotó en la final a  Jordan Thompson, 6–4, 0–6, 6–4

### Dobles Masculino
- Denis Kudla /  Daniel Nguyen derrotaron en la final a  Jarryd Chaplin /  Luke Saville, 6–3, 7–6(5)